# Locris maculata
Locris maculata är en insektsart som först beskrevs av Fabricius 1781.  Locris maculata ingår i släktet Locris och familjen spottstritar. Inga underarter finns listade i Catalogue of Life.